# Tweede Kamerverkiezingen 1986/Kandidatenlijst/AR'85
De kandidatenlijst voor de Tweede Kamerverkiezingen 1986 van de AR'85 was als volgt:

## De lijst
1. Aad Wagenaar - 3.144 stemmen
2. Leen van der Vlist - 71
3. Ria Meijer-Kuipers - 104
4. Joop Flokstra - 35
5. Nanne de Jong - 37
6. Jan van Riessen - 26
7. Marja van den Boomgaard-Roos - 30
8. Jan Kuipers - 24
9. Harry Vromen - 22
10. Gerrit Koning - 18
11. Wout van den Brink - 12
12. Harold Bakker - 10
13. Bart Richters - 10
14. Truus Gerkens-Coster - 6
15. Wim Faas - 13
16. Arie Domburg - 13
17. Wim van der Perk - 11
18. Cor Cats - 19
19. Margreet Mentink-Boot - 13
20. Lucy Lagerweij - 46

PvdA · CDA · VVD · D66 · PSP · SGP · CPN · PPR · RPF · GPV · EVP · AR'85 · Centrumdemocraten · Federatieve Groenen · VCN · Centrumpartij · PGI · SP · Partij voor Ambtenaren en Trendvolgers · Lijst 19 (kieskring 9) · God Met Ons · Partij voor de Middengroepen · Loesje · Humanistische Partij · SAP · Partij Algemeen Belang · Lijst 27